# Friday Night Lights
Friday Night Lights, förkortat FNL, amerikansk TV-serie från 2006 som handlar om människorna i den fiktiva staden Dillon i Texas och deras liv. Serien är nästan helt filmad med handkamera och det är något som utmärker serien, tillsammans med det lite gråaktiga filter den är filmad med.
Serien började i Sverige sändas den 29 maj 2007 på Kanal 5, men på grund av allt för låga tittarsiffror beslutade man att ersätta serien med sista säsongen av Gilmore Girls.
I maj 2007 sa NBC att det skulle göras en andra säsong. Succén fortsatte i ursprungslandet, och idag har fem säsonger sänts. I USA har alla fyra sända säsonger kommit ut på DVD. Det sista avsnittet av serien sändes 9 februari 2011 på DirecTV.

## Om serien

### Handling
I den lilla staden Dillon i Texas förenas invånarna genom det lokala high school-fotbollslaget Dillon Panthers. I centrum för seriens handling står spelarna och den nya tränaren Eric Taylor, och tillsammans ska de förverkliga sin gemensamma dröm att bli delstatsmästare i amerikansk fotboll.
Samtidigt som förväntningarna och pressen på spelarna ökar, brottas många av dem med privata problem. Vänskapsband prövas, hjärtan sätts i brand och drömmar får stå tillbaka för den krassa verkligheten.

## Karaktärer

### Huvudroller
- Eric Taylor (Kyle Chandler) – Tränare för football-laget Dillon Panthers. Han har höga krav på sig att lyckas med laget och slits ständigt mellan vad som är rätt och vad som kommer att få laget att vinna. Han gillar inte riktigt att hans dotter och lagets quarterback, Matt Saracen, dejtar. Har fått ett jobb i Austin, och planerar att flytta dit.
- Tami Taylor (Connie Britton) – Eric Taylors fru och Julie Taylors mamma. Jobbar på Dillon High och har precis blivit gravid. Vill inte flytta till Austin, och tänker därför stanna där med sin dotter och det kommande barnet och fortsätta hjälpa eleverna på skolan.
- Julie Taylor (Aimee Teegarden) – Eric och Tami Taylors dotter. Börjar på Dillon High som freshman (förstaårselev). Ogillar allt som har med football att göra, inklusive spelarna, men hon fattar ändå tyckte för lagets quarterback, Matt Saracen, och hon börjar dejta honom, trots att hennes pappa starkt ogillar detta. Julie blir även vän med Tyra Collete, en vänskap hennes mamma inte tycker om. Julie vill inte flytta till Austin, eftersom hon har börjat trivas i Dillon, och väljer att stanna i Dillon med sin mamma.
- Jason Street (Scott Porter) – Lagets före detta quarterback, men efter en olycka under en match är han förlamad från midjan och ner. Han var tidigare en av lagets toppspelare, men måste nu gå igenom rehabilitering och livet utan footballen. Under sin rehabilitering börjar Jason istället med rullstols-rugby och blir även Matt Saracens mentor.
- Lyla Garrity (Minka Kelly) – Var tidigare förlovad med Jason Street och före detta cheerleader. Efter Jasons olycka och i och med att han blivit förlamad måste Lyla bestämma sig för om hon vill stanna med Jason eller göra slut. Hon har varit otrogen mot Jason med hans bästa vän, Tim Riggins.
- Tyra Collette (Adrianne Palicki) – Tim Riggins flickvän, stadens mest populära tjej. Hon är en av de få i staden som inte älskar och avgudar allt som har med football och Dillon Panthers att göra. Hon vill gärna lämna Dillon, men stannar kvar med sin ensamstående mamma Angela. Är vän med Landry Clarke, efter att länge ha varit ganska taskig och spydig mot honom. Landry hjälper och stöttar henne i många situationer, till exempel när hon nästan blir våldtagen.
- Matt Saracen (Zach Gilford) – Efter att Jason blivit förlamad är Matt lagets quarterback. Han är inte lika bra som Jason, men han har en kämpaglöd och passion som tränaren tror kommer att få laget att vinna. Matt bor med sin senildementa farmor och måste göra allting i hushållet: städa, tvätta, laga mat och handla. Matt jobbar på en snabbmatsrestaurang för att kunna betala hyran och sin farmors sjukräkningar. Matt dejtar tränarens dotter, Julie Taylor, trots att hennes pappa inte gillar det.
- Brian "Smash" Williams (Gaius Charles) – Lagets runningback. Den bästa spelaren i laget, och den som har störst chans att lyckas på college-nivå. Han är så desperat att lyckas att han börjar använda anabola steroider, bland annat för att han vill bli så bra att han kan försörja sin familj. Han bor med sin ensamstående mamma och två systrar och är väldigt religiös.
- Tim Riggins (Taylor Kitsch) – Lagets fullback. Är Jason Streets bästa vän men är förälskad i hans flickvän, Lyla Garrity, som han också haft en kort otrohetsaffär med. Dricker mycket och har tidigare haft alkoholproblem, har även stora problem med skolan. Bor med sin äldre bror Billy eftersom deras föräldrar har lämnat dem.
- Landry Clarke (Jesse Plemons) – Matt Saracens bästa vän, men han själv är inte med i laget. Stöttar och ger ofta råd till Matt, även om hans råd ofta är ganska värdelösa. Han är med i den kristna metal-bandet Crucifictorious. Är hopplöst förälskad i Tyra Collette, och de två har nyligen utvecklat en vänskap.

## Rollista (urval)
- Kyle Chandler – Eric Taylor
- Connie Britton – Tami Taylor
- Gaius Charles – Brian 'Smash' Williams
- Zach Gilford – Matt Saracen
- Minka Kelly – Lyla Garrity
- Taylor Kitsch – Tim Riggins
- Adrianne Palicki – Tyra Collette
- Scott Porter – Jason Street
- Aimee Teegarden – Julie Taylor
- Blue Deckert – Mac Macgill
- Jesse Plemons – Landry Clarke
- Derek Phillips – Billy Riggins
- Brad Leland – Buddy Garrity
- Liz Mikel – Corrina Williams
- Nieko Mann – Noannie Williams
- Kevin Rankin – Herc
- Katherine Willis – Joanne Street
- Kate Krause – Tabby Garrity
- Aasha Davis – Waverly Grady
- Rupert Anthony Ortiz – Spelare i Panthers